# Daniel Shak
Daniel Shak, detto Dan (New York, 7 maggio 1959), è un manager e giocatore di poker statunitense.

## Poker
Prima di giocare a poker, Shak era un trader al New York Mercantile and Commodities Exchange (COMEX).
Ha iniziato a focalizzarsi sul poker nel 2004. Nel 2005, arriva per la prima volta a premio alle World Series of Poker, vincendo $45,000. È stato sempre attivo nel circuito arrivando a sfiorare il primo braccialetto nel 2010, quando si classificò secondo a Chris Bell nel torneo $5,000 Pot-Limit Omaha Hi-low Split-8 or Better.
Ha partecipato anche a tornei del World Poker Tour, ottenendo undici piazzamenti a premio. 
La sua vincita più grande, pari a $1,107,553, l'ha ottenuta nel 2010 all'Aussie Millions nel torneo high-roller da A$100,000 di buy-in.
Nel marzo 2013 ha vinto il torneo $125,000 Party Poker Premier League Poker VI a Londra, per $528,000, battendo Sam Trickett in heads-up.
Shak ha sempre considerato il poker come un hobby, rifiutando qualsiasi richiesta di sponsorizzazione. Tuttavia nel 2013, dopo la richiesta dell'amico Phil Ivey, ha fatto un'eccezione, facendosi sponsorizzare dalla piattaforma Ivey Poker.
Al 2015 le sue vincite nei tornei live superano i $7,475,761, di cui $680,711 grazie ai piazzamenti a premio alle WSOP.

## Vita privata
È stato sposato con la modella e giocatrice di poker Beth Shak dalla quale ha divorziato nel 2009. Dal 2014 è sposato con la modella Anna Shak.